# Otobreda 127/64
Il cannone Otobreda 127mm/64 costruito dalla OTO Melara, prodotto sin dal 2005 ed entrato in servizio nel 2012, è il successore dell'Otobreda 127/54 Compatto. Destinato all'installazione su navi di medie e grandi dimensioni, il suo sistema di caricamento lo rende compatibile per l'installazione anche in spazi ristretti; il cannone è di tipo polivalente a fuoco rapido e il suo principale compito è di combattimento navale e di appoggio e come compito secondario la lotta antiaerea.
L'Otobreda 127/64 Compatto è in uso sulle nuove fregate italo-francesi Classe Bergamini (FREMM), sulle fregate tedesche Classe F-125 e sulle fregate classe Thaon di Revel.

## Vulcano
Il cannone può usare il sistema di munizionamento Vulcano con proiettili aventi la caratteristica di possedere una gittata estesa rispetto al munizionamento tradizionale dello stesso calibro e per alcune versioni un sistema di guida che consente attacchi di precisione contro bersagli navali o terrestri. Lo stesso proiettile può essere sparato da calibri diversi (127 mm e 155 mm) in quanto risulta essere sottocalibrato e camerato tramite dei distanziali a perdere nello stesso modo dei proiettili APFSDS, la denominazione precisa per questo tipo di munizioni è HEFSDS (High Explosives Fin Stabilized Discarding Sabot) cioè proiettile ad alta esplosività, stabilizzato ad alette, ad abbandono d'involucro.

## Operatori

### Operatori attuali
Forces navales algériennes
- Classe El Radii: (2 in servizio e 2 in opzione) [2]

 Deutsche Marine
- Classe F125 Baden-Württemberg: (4 in servizio)[3][4]

 Marina Militare
- FREMM classe Bergamini  (4 pezzi in servizio, 6 ordinati)
- PPA classe Thaon di Revel (7 ordinati)

 Al-Quwwāt al-Baḥriyya al-Miṣriyya
- Classe FREMM: (2 in servizio)

### Operatori futuri
Armada Española
- Classe F110: (5 ordinati)

 Koninklijke Marine
- Classe De Zeven Provincen: (4 ordinati in sostituzione agli attuali pezzi da 127/54)